# ESRI
ESRI (англ. Environmental Systems Research Institute) — американська транснаціональна компанія, що спеціалізується на геоінформаційних системах. Найбільш відома завдяки виробництву програмного забезпечення для геоінформаційних систем ArcGIS. Є світовим лідером у галузі постачання програмного забезпечення для ГІС, а також мережевих ГІС та спеціальних додатків для управління просторовими базами даних.
Штаб-квартира компанії знаходиться в місті Редлендс, штат Каліфорнія.
Заснована у 1969 як Інститут дослідження систем навколишнього середовища (англ. Environmental Systems Research Institute), ESRI нині має 49 офісів по всьому світу, включаючи одинадцять дослідницьких центрів та центрів розвитку в США, Європі, на Середньому Сході, в Африці й Азійсько-Тихоокеанському регіоні. Також корпорація має десять регіональних офісів у США та більш ніж 3 тисячі партнерів і користувачів у кожній країні світу, а також мільйон активних користувачів із 350 тис. організацій. Серед користувачів є також національні уряди більшості країн світу, 20 тис. міст, 50 штатів США та більш ніж 7 тис. університетів. Компанія має у своєму штаті 4 тис. співробітників та утримується її засновниками в приватному порядку. У 2016 річний дохід корпорації був оцінений в 1,1 млрд американських доларів.
ESRI проводить щорічну Міжнародну конференцію користувачів (англ. Esri International User Conference); вперше вона була організована в Редленді у 1981. У 2022 у Сан-Дієго було проведено 43-тю конференцію користувачів; усього в ній взяло участь 31 590 користувачів зі 142 країн.

## Продукти
ESRI використовує назву ArcGIS, посилаючись на цілий набір програмного забезпечення для ГІС власного виробництва, яке функціонує на робочому столі, на серверах та мобільних платформах. ArcGIS включає також продукти для розробників та веб-сервіси. В широкому сенсі термін "ГІС" описує будь-яку інформаційну систему, яка інтегрує, накопичує, редагує, аналізує, розповсюджує та відображає географічні дані для прийняття рішень. Однак термін "ГІС-центричний" був спеціально визначений як використання бази геоданих ArcGIS репозиторієм даних характеристик із подальшим направленням їх усіх до комп'ютеризованої системи управління технічним обслуговуванням як частини EAM-системи (Enterprise asset management; укр. Управління активами підприємства) й системи аналітичного програмного забезпечення. ГІС-центричні критерії сертифікації конкретно визначені NAGCS (National Association of GIS-Centric Solutions; укр. Національна асоціація ГІС-центричних рішень).

### Настільні ГІС
Станом на січень 2021 ESRI випустила наступне програмне забезпечення: ArcGIS Desktop 10.8.1 та ArcGIS Pro 2.7. ArcGIS Desktop складається з декількох інтегрованих додатків — ArcMap, ArcCatalog, ArcToolbox ArcScene, ArcGlobe і ArcGIS Pro. Головним у даному наборі додатків є ArcGIS Pro, який поволі витісняє з основних позицій ArcMap, ArcCatalog і ArcToolbox. Разом усі ці додатки дозволяють користувачеві створювати, аналізувати, картографувати, публікувати географічні дані, а також керувати та ділитися ними. ArcGIS Pro був представлений на початку 2015 як новий повний 64-бітний додаток з інтегрованим 2D та 3D функціоналом. Набір продукції доступний з трьома рівнями ліцензування: базовим (в минулому ArcView), стандартним (в минулому ArcEditor) і просунутим (раніше ArcInfo). Базовий рівень забезпечує основний набір можливостей ГІС, придатний для багатьох ГІС-додатків. Стандартний передбачає більш розширене управління даними, включаючи редагування серверної просторової бази даних. Просунутий рівень дозволяє повністю аналізувати й управляти даними на високому рівні, включаючи геостатистичний і топологічний аналіз. До того ж, ArcGIS є сумісним з такими стандартами OGC: WFS, WCS, GFS та рядом інших.
ArcGIS Explorer, ArcReader і  ArcExplorer є основними безкоштовними додатками для перегляду ГІС-даних.
Доступні розширення ArcGIS Desktop, такі як Просторовий аналітик для растрового аналізу та 3D-аналітик для картографування місцевості й аналізу даних; також доступними є інші, більш спеціалізовані розширення. 
Оригінальний продукт ESRI, ArcInfo, являв собою командну стрічку та початково міг застосовуватися хіба що на мінікомп'ютерах, згодом — і на робочих станціях Unix. У 1992 був представлений ArcView GIS. Згодом обидва продукти були запропоновані у версії Windows, а ArcView — також як продукт для Macintosh. Назви ArcView і ArcInfo деякий час застосовувалися для найменування різних рівнів ліцензування в ArcGIS Desktop, рідше стосувалися оригінального програмного забезпечення. Windows-версія ArcGIS є нині тільки платформою ArcGIS Desktop, що проходить новий розвиток для реалізації майбутніх продуктів.

### Серверні ГІС
Програмне забезпечення серверних ГІС надає їм функціональність, а також дані, які розгортуються з центрального середовища. ArcGIS Server — інтернет-служба додатків, що застосовується для розширення функціоналу програмного забезпечення ArcGIS Desktop на середовище, доступне через веб-браузер. Вона є доступною на Solaris та Linux, а також Windows. ArcSDE (Spatial Database Engine) застосовується коннектором системи управління реляційної бази даних для іншого програмного забезпечення ESRI, щоби зберігати й видобувати ГІС-дані в межах комерційно доступної бази даних: зараз може використовуватися з базами даних Oracle, PostgreSQL, DB2, Informix та Microsoft SQL. Вона підтримує свій власний бінарний формат даних, Oracle Spatial and Graph та ST_geometry. ArcIMS (Internet Mapping Server) забезпечує доступ до ГІС через браузер. ArcIMS була розкритикована на користь ArcGIS Server, однак при цьому досі застосовується у виробничому середовищі. Інші продукти, базовані на сервері, включають Geoportal Server, ArcGIS Image Server, Tracking Server та деякі інші.

### Мобільні ГІС
Мобільні ГІС поєднують у собі власне ГІС, GPS, служби, засновані на місцезнаходженні, кишенькові комп'ютери та роблять геодані все більш доступними. Технології ArcGIS можуть розгортуватися на цілому діапазоні мобільних систем — від портативних пристроїв до ноутбуків, планшетних ПК тощо. Продукція фірми у цій сфері включає в себе Collector для ArcGIS, Survey123 для ArcGIS, ArcGIS QuickCapture тощо. В минулому випускалися такі продукти цієї категорії, як ArcPad та мобільний ArcGIS.

### Онлайн ГІС
ArcGIS включає в себе можливість підключення до Інтернету в усіх продуктах ESRI. Сервіси, що надаються через ArcGIS Online на www.arcgis.com, включають в себе API, мапу та сервіси геообробки, а також програму обміну. Значна кількість різноманітних базових мап є визначною особливістю ArcGIS Online. Програма ESRI Community Maps інтегрує деталізовану інформацію базової мапи користувача в загальний картографічний формат під назвою Topographic Basemap.

## Формати даних

### Векторний формат
- Shapefile — гібридний формат даних із застосуванням файлів SHP, SHX та DBF. Початково винайдений на початку 1990-х, однак досі широко використовується як формат обміну з широкою підтримкою. Є винаходом та власністю ESRI.
- Enterprise Geodatabase — формат геоданих для використання в системі реляційної бази даних.
- File Geodatabase — формат даних, що зберігається у вигляді теки у файловій системі.
- Personal Geodatabase — закрита, інтегрована векторна стратегія зберігання даних з використанням формату MDB Microsoft's Access; це застарілий формат, головним чином замінений файлом бази геоданих у більш сучасному використанні.
- Coverage — закрита гібридна векторна стратегія зберігання даних. Застарілий формат ArcGIS Workstation / ArcInfo з мінімалізованою підтримкою в сучасному додатку.

### Растровий формат
- Esri grid — бінарний растровий формат з відсутніми метаданими.
- Mosaic — структура даних для управління й аналізу багатовимірних растрових та образних даних, включає в себе  netCDF,  GRIB та Hierarchical Data Format.

## Технічна сертифікація
Програма технічної сертифікації ESRI була запущена у січні 2011. Програма забезпечує базовану на іспитах сертифікацію для програмного забезпечення ESRI. Центральні групи для сертифікації включають в себе Desktop, Developer та Enterprise. Кожна підкатегорія в цих групах має два сертифікаційних рівня — Associate та Professional.